# Симачёв, Денис Николаевич
Денис Николаевич Симачёв (род. 12 июня 1974, Москва) — российский модельер, художник, режиссер и телеведущий, создатель и владелец торговой марки «Denis Simachёv».

## Биография
Денис Симачёв родился 12 июня 1974 года в Москве в семье военного и учительницы английского языка. Детство и юность провёл на улице Павла Корчагина, где с родителями прожил с рождения до окончания школы. Рисовать начал с семи лет, а через год поступил в художественную школу сразу в третий класс. В 1988 году Симачёв поступил в Текстильную академию на факультет прикладного искусства, отделение «Орнаментика», а затем сперва перевелся на «Моделирование», и впоследствии на отделение «Обувь».
В 1991 году Симачёв поступил в Академию «Pivot Point» в Испании. С 1994 по 1995 год он учился в Студии Юрия Грымова, где получил диплом специалиста по рекламе. Параллельно, в 1994 году, Симачёв поступил в Московскую государственную текстильную академию, которую закончил в 1999 году и получил диплом по специальности «Дизайн одежды и обуви».
В 1999 году Симачёв получил свои первые награды в качестве модельера. Первую он получил на международной выставке обуви «MosShoes». В этом же году Симачёв занял первое место на конкурсе молодых дизайнеров «Шаг в будущее», получил премии на конкурсе «Молодёжный подиум» в Москве и вышел в финал конкурса «Smirnoff International Fashion Awards» в Гонконге, где выставлял свою коллекцию «Квазибудущная Вечность».
В 2001 году Симачёв открыл собственную компанию «Denis Simachёv», а в 2002 году состоялся первый показ коллекции в рамках «Fashion Week Pret-a-porter».
В 2006 году открылся первый монобрендовый бутик «Denis Simachёv» в Москве, в Столешниковом переулке.
17 апреля 2007 года, в качестве совладельца, открыл в Москве Denis Simachëv shop & bar.
В 2007 году Денис сотрудничает со спортивными компаниями (в частности Atom Racing) и участвует в разработке дизайна для сноуборда Atom DSS.
В 2009 году состоялся первый показ всей коллекции «Denis Simachёv» в Москве.
Денис Симачёв некоторое время был соведущим ночного эфира Первого канала в рамках телепроекта Городские пижоны. С 22 по 26 августа 2011 года Симачёв вёл программу Модный приговор.
В 2013 году разработал формы сотрудников аэропорта "Шереметьево".
В 2017 году впервые выступил в качестве режиссера и художника короткометражного фильма "Обмен". В съёмках приняли участие Ян Цапник, Ольга Дыховичная, Алексей Чадов, Евгения Манджиева.
В 2018 году выпустил короткометражный фильм "Невиновный". В короткометражке приняли участие Алексей Вертков, Павел Деревянко, Софья Цыганова и Светлана Бондарчук. Фильм заслужил награды на фестивале короткометражных фильмов Cinefiesta (2019, Пуэрто-Рико, Кагуас), где был признан Лучшим короткометражным фильмом, а его создатель удостоен титула "Лучшего режиссёра".
Дизайнер делает акцент на советскую символику и русские национальные мотивы.

## Награды
- 1999 год — «MosShoes», номинация «Авангард», награда (Москва)
- 1999 год — «Шаг в будущее», первое место
- 1999 год — «Молодёжный подиум», премия (Москва)
- 1999 год — «Smirnoff International Fashion Awards», финалист (Гонконг)
- 2005 год — Премия Астра в номинациях «Дизайнер года», «Дизайнер мужской одежды» (Москва)
- 2006 год — «Лучший дизайнер года», по версии журнала «GQ»